# 燕子河 (西淠河)
燕子河，也称毛坦河，位于安徽省金寨县东部，原为西淠河源流，发源于湖北、安徽两省交界的天堂寨，1958年建成响洪甸水库后，库尾河口集以上“古波泷河（海晏河）”河道被称为西淠河，古湄水则改成燕子河，成为西淠河支流。燕子河上源多瀑布，落差40米以上、常年不涸的有18条，以九影瀑布、泻玉瀑布为最。其中泻玉瀑布上有大鲵的栖息地。燕子河自源头起北流至流波䃥镇注入响洪甸水库，全长71公里，流域面积498平方公里，流域内多年平均年降水量2200毫米。